# Les Riggs
Les Riggs är en brittisk rockmusiker, mest känd för sitt arbete med Cheap & Nasty och Godfathers på 90-talet. Hans instrument är trummor.

## Biografi
Les Riggs blev först ett känt namn då han tillsammans med britten Mike Finn bodde i Los Angeles och blev rekryterad till gruppen Cheap & Nasty av finländarna Nasty Suicide (Hanoi Rocks) och Timo Kaltio (Cherry Bombz). Året var 1990. Gruppen blev tvungen att flytta till London efter att det uppdagades att Suicide inte hade något arbetstillstånd i USA. Cheap & Nasty gav ut två skivor, Beautiful Disaster (1991) och Cool Talk Injection (1994), som fick relativt stor uppmärksamhet, speciellt i Storbritannien och Japan. 
Under samma tid (1992-1993) sjöng hans bakgrundssång för brittiska sleazerockmusikern Rene Berg (Hanoi Rocks, Idle Flowers), dels på hans soloskiva The Leather, The Loneliness And Your Dark Eyes, dels på konserter. 
I slutet av 90-talet blev han av Ronny Rocka inbjuden att ta den lediga platsen i bandet Godfathers, med vilket han turnerade i Europa år 1998. Godfathers står för tillfället utan skivkontrakt, men spelar sporadiskt live. 
Les Riggs senaste projekt värt att nämna var bandet Void, med Kaltio, Dave Tregunna och Keith Sparrow, som också spelade utanför Storbritannien år 2005. 

## Les Riggs band
- Cheap & Nasty
- Rene Berg Band
- Godfathers
- Void

## Diskografi
Album
- Beautiful Disaster (Cheap & Nasty, 1991)
- The Leather, The Loneliness And Your Dark Eyes (Rene Berg, 1992)
- Cool Talk Injection (Cheap & Nasty, 1994)